# Złota Orda
Złota Orda (również Chanat Kipczacki) – historyczne państwo mongolskie, założone ok. 1260 r. w zachodniej części imperium Czyngis-chana przez jego wnuka Batu-chana, ze stolicą w Saraj Batu.

## Nazwa
Nazwa „Złota Orda” pojawia się po raz pierwszy w pochodzącej z drugiej połowy XVI wieku rosyjskiej tzw. Historii Kazańskiej. Nazwa ta przyjęła się w języku rosyjskim, a następnie także w nowożytnej historiografii, jednakże we współczesnych Złotej Ordzie źródłach zarówno rosyjskich, jak i perskich, jest nazywana „Ułusem Dżocziego”. W źródłach perskich używa się także określenia geograficznego – „Step Kipczacki” (pers. Deszt-e Kipczak). Kiedy ruskie latopisy piszą o „udaniu się do Ordy”, słowo „orda” jest używane w pierwotnym, mongolskim znaczeniu – obozu władcy, miejsca, gdzie rozbito jego namiot. W imperium mongolskim rezydencja Wielkiego Chana była określana jako „złota” orda. Prawdopodobnie w jakiś czas po rozpadzie imperium przymiotnik „złoty” zaczęto stosować także do rezydencji chanów dzielnicowych, takich jak chan Ułusu Dżocziego, co musiało zostać zapożyczone przez Rosjan, przy czym określenie „Złota Orda” zostało przez nich użyte na oznaczenie całego państwa potomków Dżocziego.

## Historia
Po podbojach, w największym zasięgu Złota Orda obejmowała terytoria na zachód od Irtyszu do gór Kaukazu, Morza Czarnego i dorzecza Wołgi i Kamy, przy uzależnieniu wszystkich księstw ruskich. Początkowo była podzielona na dwie odrębne części: Błękitną Ordę (właściwą, zachodnią) i Białą Ordę (wschodnią). Obie części połączył w 1378 roku Tochtamysz.
W 1395 roku całe państwo zostało podbite i zwasalizowane przez Timura Chromego.
Od XIV wieku kraj ulegał stopniowej destabilizacji. Na początku XV wieku rozpadł się na chanaty syberyjski, astrachański, kazański, krymski, uzbecki i inne. Po 1435 r. nastąpiła odbudowa kraju jako Wielka Orda. Kres Wielkiej Ordzie położył najazd wojsk chanatu krymskiego pod wodzą chana Mengli I Gireja w 1502 roku.

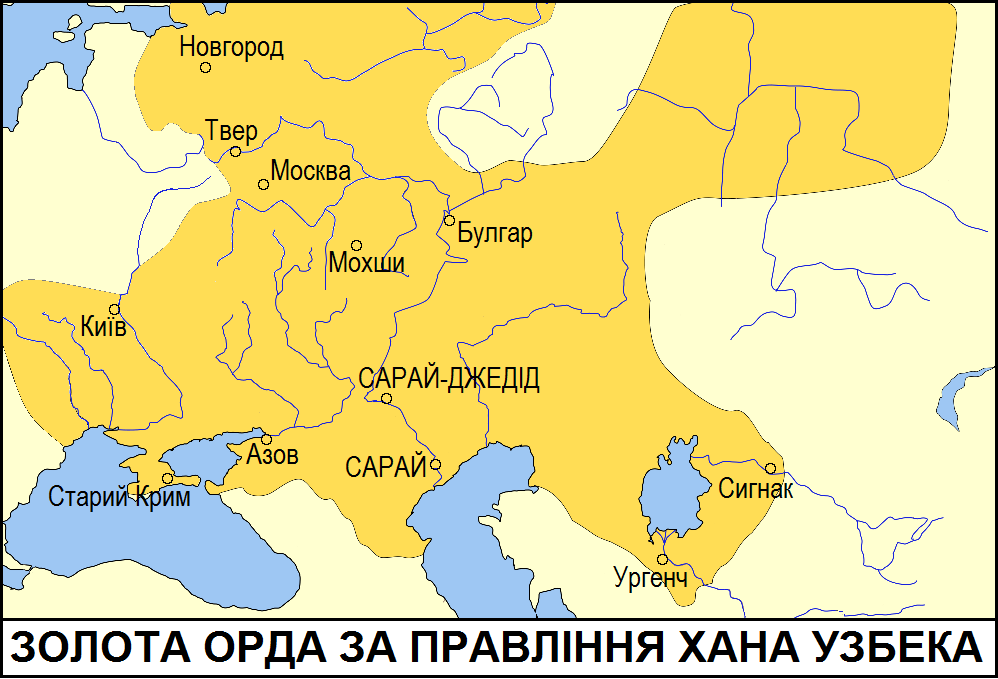
Terytorium Złotej Ordy za panowania chana Ozbega

## Chanowie Błękitnej Ordy i Złotej Ordy
- Batu-chan (1227–1255)
- Sartak (1255–1256)
- Ułakczi (1256–1257)
- Berke (1257–1267)
- Monge Timur (1267–1280)
- Tode Monge (1280–1287)
- Tole Buka (1287–1291)
- Tokta (1291–1312)
- Ozbeg (1312–1341)
- Tyny Beg (1341–1342)
- Dżany Beg (1342–1357)
- Berdi Beg (1357–1359)
- Kulpa (1359–1360)
- Newruz (1360)
- Chidr (1360–1361)
- Timur Kodża (1361)
- brak władcy (1361–1374)
- Urus (1374–1375)
- Tuktatija (1375)
- Timur Melik (1375–1377)

## Chanowie Złotej Ordy

Złota Orda w 1389

- Tochtamysz (1377–1395)
- Temür Kutług (1397–1400)
- Szadi Beg (1401–1407)
- Pulad Chan (1407–1410)
- Temür-chan (1411)
- Dżalal ad-Din (1411–1412)
- Kerim Berdi (1412–1414)
- Kebek (1414–1417)
- Jeremferden (1417–1419)
- Uług Mehmed (1419–1421)
- Dewlet Berdi (1419–1421)
- Borak (1422–1427)
- Uług Mehmed (1428–1433)
- Sajid-Ahmad I (1433–1435)